# Ceuașu de Câmpie
Ceuașu de Câmpie alte Schreibweise Ceuașu de Cîmpie [ˈt͡ʃeuaʃu de kɨmpie] (veraltet Ciavașul de Câmpie oder Ceovaș; deutsch Grubendorf, ungarisch Mezőcsávás) ist eine Gemeinde im Kreis Mureș, in der Region Siebenbürgen in Rumänien.
Der Ort ist auch unter der ungarischen Bezeichnung Csávás bekannt.

## Geographische Lage

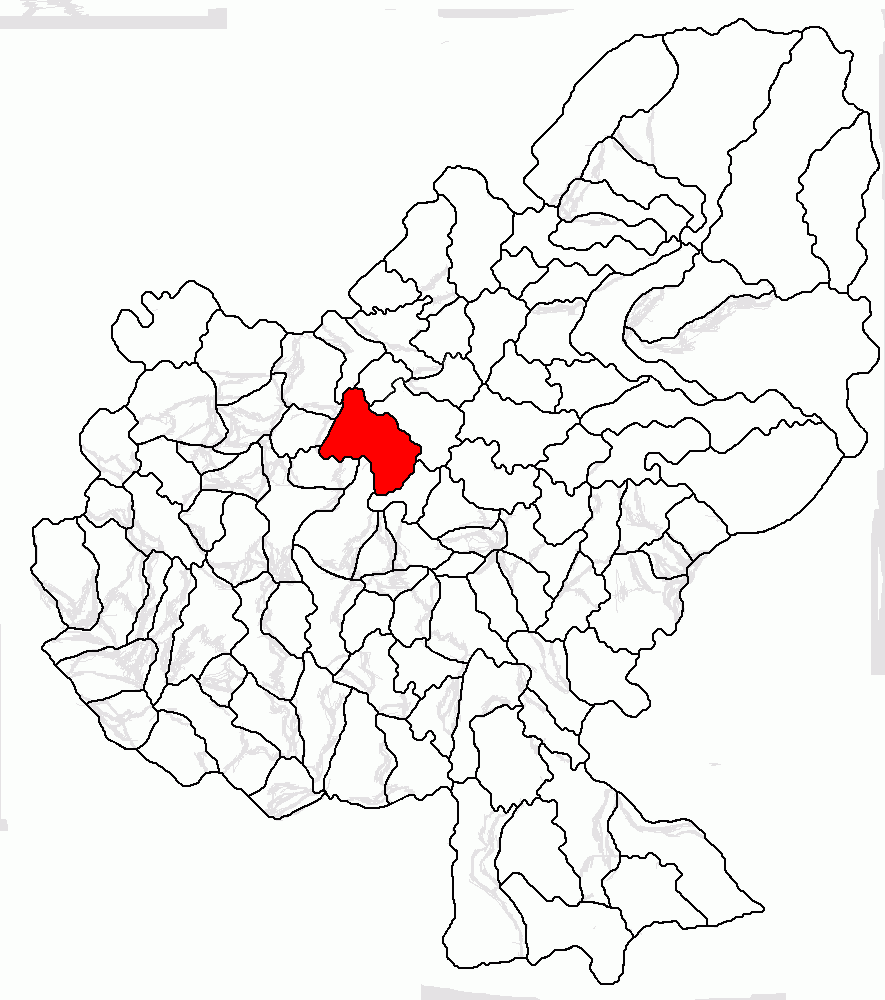
Lage der Gemeinde Ceuașu de Câmpie im Kreis Mureș

Die Gemeinde Ceuașu de Câmpie liegt im Mureș-Tal im Siebenbürgischen Becken nördlich des Kokel-Hochlands (Podișul Târnavelor) im Zentrum des Kreises Mureș. Am Bach Voiniceni – ein rechter Nebenfluss des Mureș (Mieresch) – und der Nationalstraße 15E befindet sich der Ort Ceuașu de Câmpie 12 Kilometer nördlich von der Kreishauptstadt Târgu Mureș (Neumarkt am Mieresch) entfernt.

## Geschichte
Der Ort Ceuașu de Câmpie von Szekler gegründet wurde 1505 erstmals urkundlich erwähnt. Nach 1660 siedelten sich hier auch viele Rumänen an. Archäologische Funde auf dem Areal des Ortes, von den Einheimischen Dâmbu Rotund (ungarisch Kerekdomb) genannt, deuten jedoch auf eine Besiedlung bis in die Latènezeit zurück.
Reste einer Burg auf dem Gebiet des eingemeindeten Dorfes Herghelia (Mezőménes) wurden noch keinem Zeitalter zugeordnet. Zahlreiche archäologische Funde auf dem Gebiet des eingemeindeten Dorfes Săbed (Szabéd) wurden in unterschiedliche Zeitalter datiert, eine Besiedlung des eingemeindeten Dorfes Voiniceni (Mezőszabad) wird der Römerzeit zugeordnet.
Im Königreich Ungarn gehörte die Gemeinde dem Stuhlbezirk Maros felső (Ober-Maros) im Komitat Maros-Torda und anschließend dem historischen Kreis Mureș und ab 1950 dem heutigen Kreis Mureș an.

## Bevölkerung
Die Bevölkerung der Gemeinde Ceuașu de Câmpie entwickelte sich wie folgt:
| 1850 | 4.731 | 1.901 | 2.498 | 1 | 331   |
| 1920 | 5.453 | 2.502 | 2.944 | 3 | 4     |
| 1941 | 6.494 | 2.514 | 3.811 | - | 169   |
| 2002 | 5.419 | 2.222 | 2.675 | 1 | 521   |
| 2011 | 5.964 | 2.547 | 2.624 | - | 793   |
| 2021 | 5.992 | 2.318 | 2.292 | 6 | 1.376 |

Seit 1850 wurde auf dem Gebiet der heutigen Gemeinde die höchste Einwohnerzahl und gleichzeitig die der Magyaren 1941 registriert. Die höchste Anzahl der Rumänen (2.913) wurde 1966, die der Roma (693) 2021 und die der Rumäniendeutschen (21) wurde 1900 ermittelt.

## Sehenswürdigkeiten
- In Ceuașu de Câmpie die reformierte Kirche[8] Ende des 18. Jahrhunderts und der Holzglockenturm 1570 errichtet, stehen unter Denkmalschutz.[6]
- Im eingemeindeten Dorf Bozed (ungarisch Bazéd) die Holzkirche Sfinții Arhangheli Mihail și Gavriil,[9] 1750 errichtet, steht unter Denkmalschutz.[6]
- Im eingemeindeten Dorf Culpiu (ungarisch Mezőkölpény) der Glockenturm der reformierten Kirche im 19. Jahrhundert errichtet und die Holzkirche Sfinții Arhangheli Mihail și Gavriil[10] auch im 19. Jahrhundert errichtet, stehen unter Denkmalschutz.[6]
- Im eingemeindeten Dorf Porumbeni (ungarisch Galambod) die Holzkirche Sfântul Ioan Botezătorul, 1749 errichtet, steht unter Denkmalschutz.[6]
- Auf dem Areal des Dorfes Săbed das Naturschutzgebiet Pădurea Săbed, nach unterschiedlichen Angaben, 59 Hektar[11] oder 64,69 Hektar groß.[12]

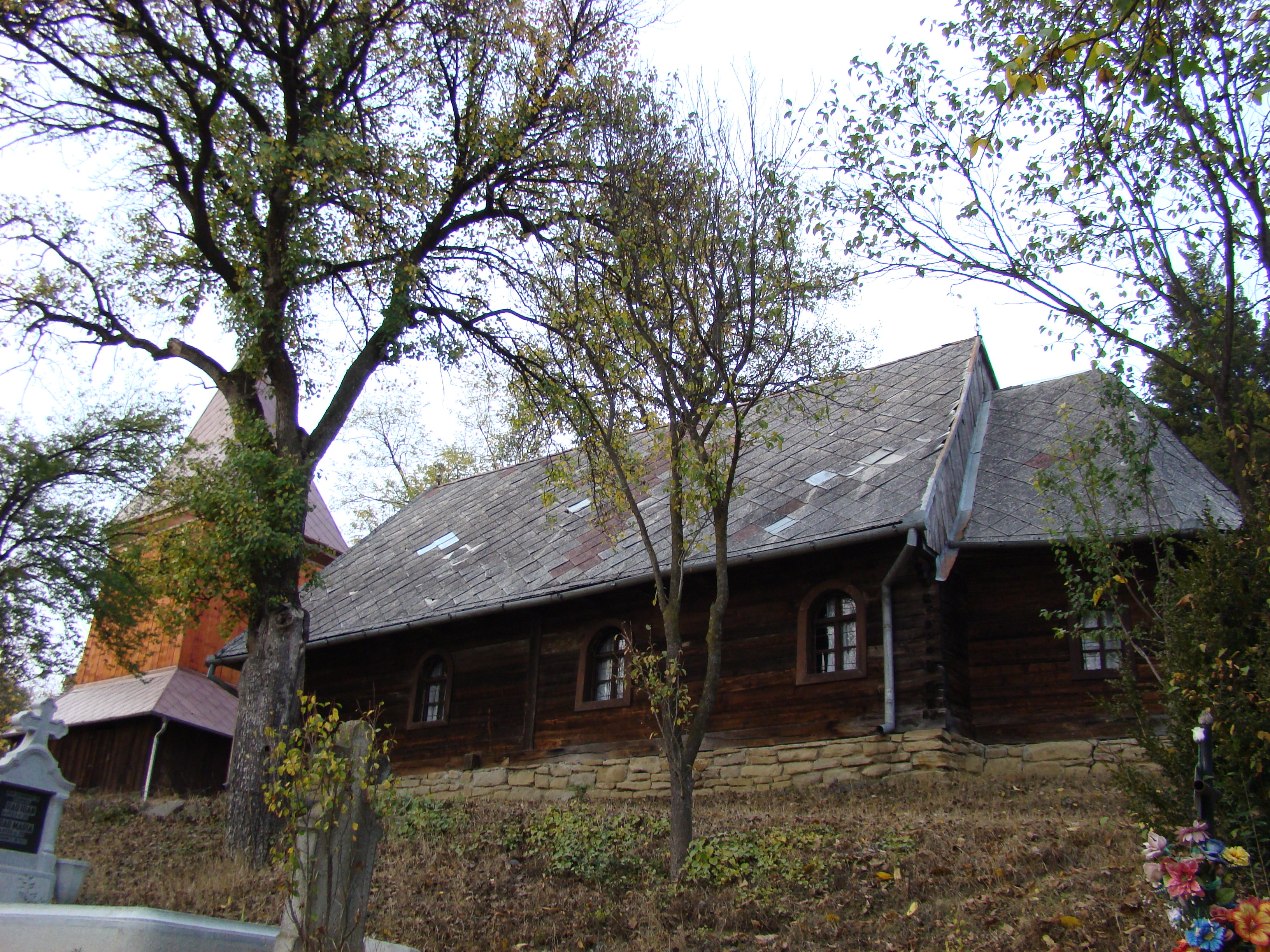
Holzkirche in Bozed
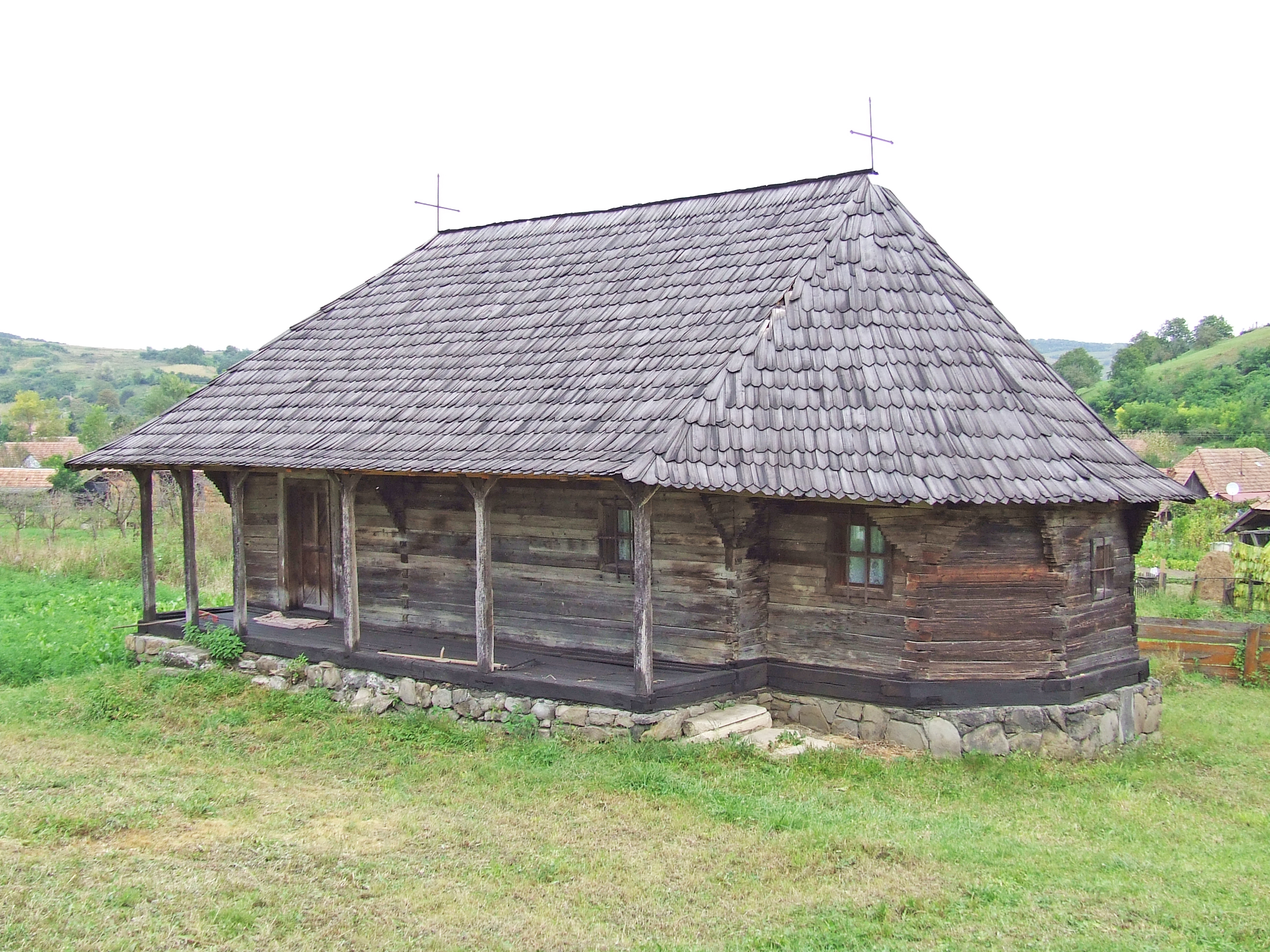
Holzkirche in Culpiu
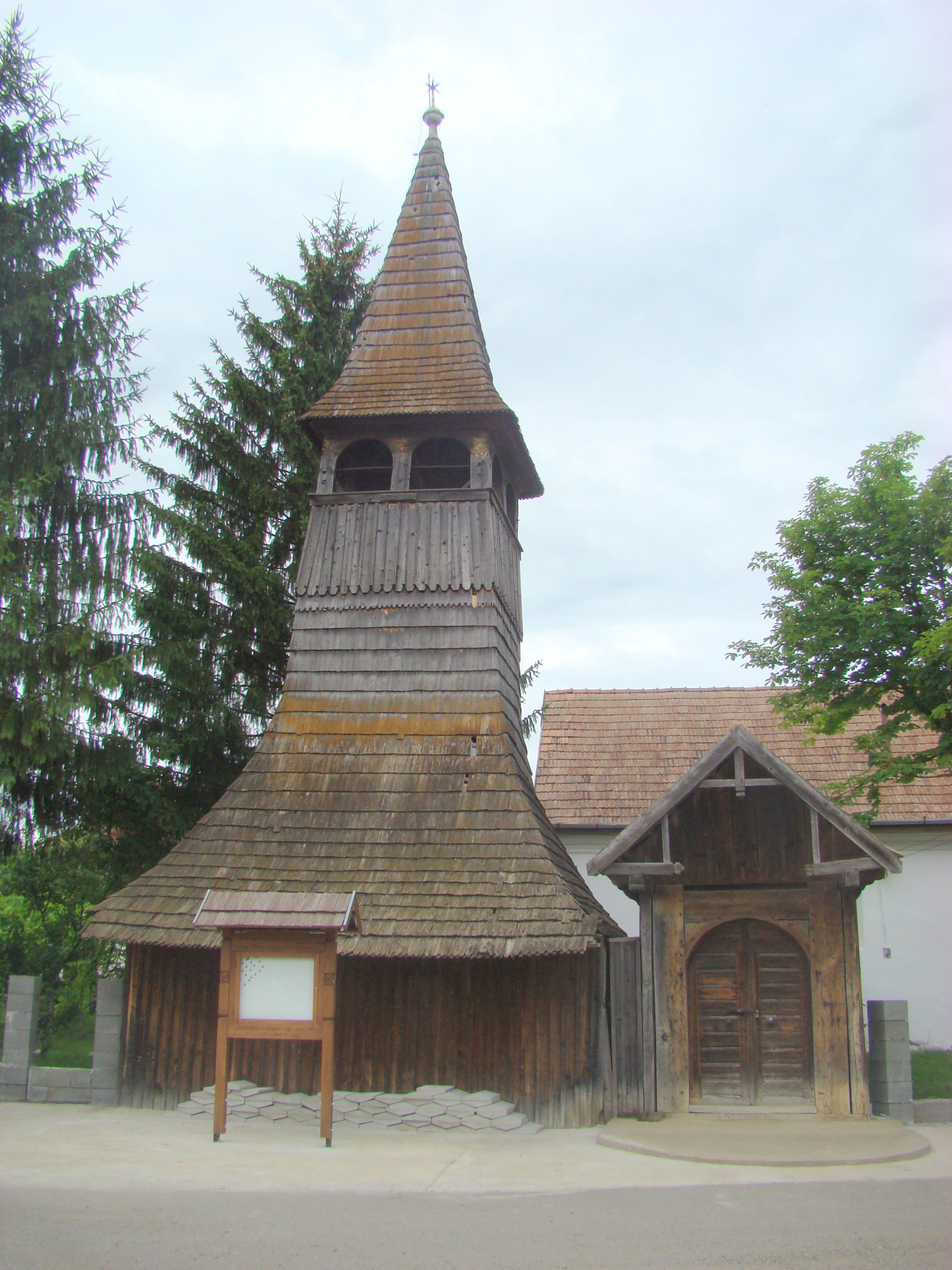
Glockenturm der reformierten Kirche in Culpiu
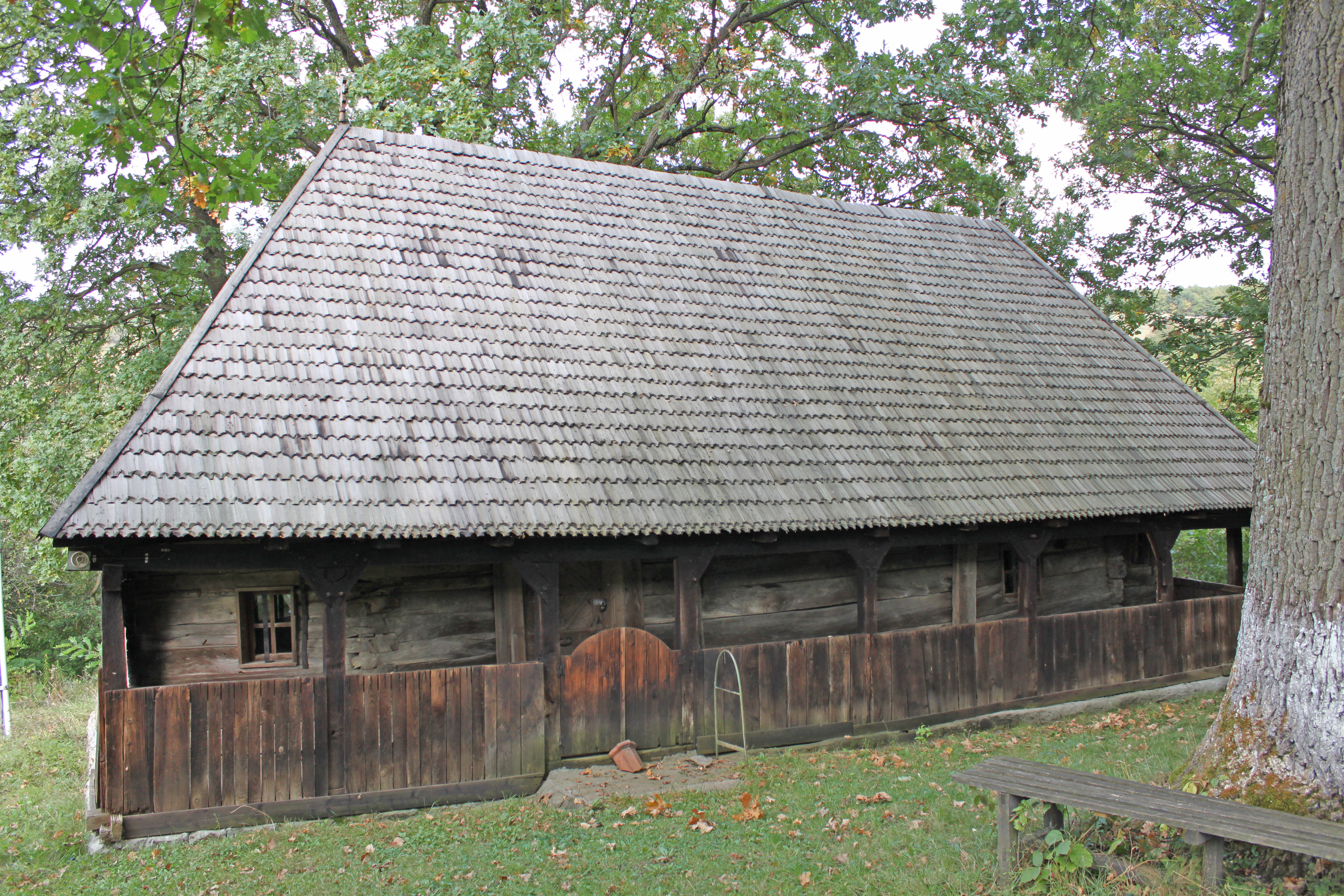
Holzkirche in Porumbeni
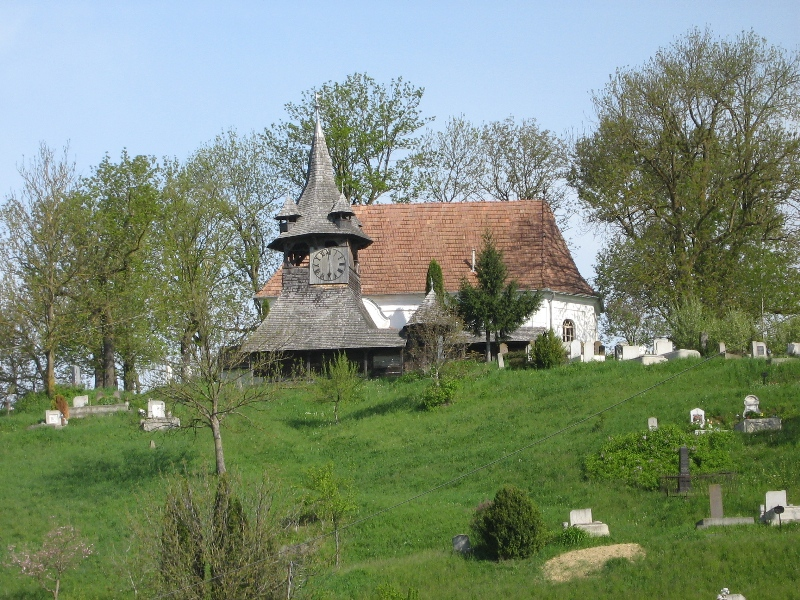
Reformierte Kirche in Ceuașu de Câmpie

## Persönlichkeiten
- Dezső Balogh (1930–1999), geboren in Ceuașu de Câmpie war Sprachwissenschaftler und Buchautor[13]
- Ödön Nagy (1914–1995), in Câmpenița (ungarisch Mezőfele) begraben, war ein Geistlicher und Ethnograph und hat zahlreiche Überlieferungen der Dorfbevölkerung, deren Volksbräuche und Dorftraditionen im Zusammenhang mit kirchlichen Feiertagen festgehalten.[14]